# Mur-de-Barrez
Mur-de-Barrez är en kommun i departementet Aveyron i regionen Occitanien i södra Frankrike. Kommunen ligger  i kantonen Mur-de-Barrez som ligger i arrondissementet Rodez. År 2022 hade Mur-de-Barrez 685 invånare.

## Befolkningsutveckling
Antalet invånare i kommunen Mur-de-Barrez
Referens: INSEE

## Galleri

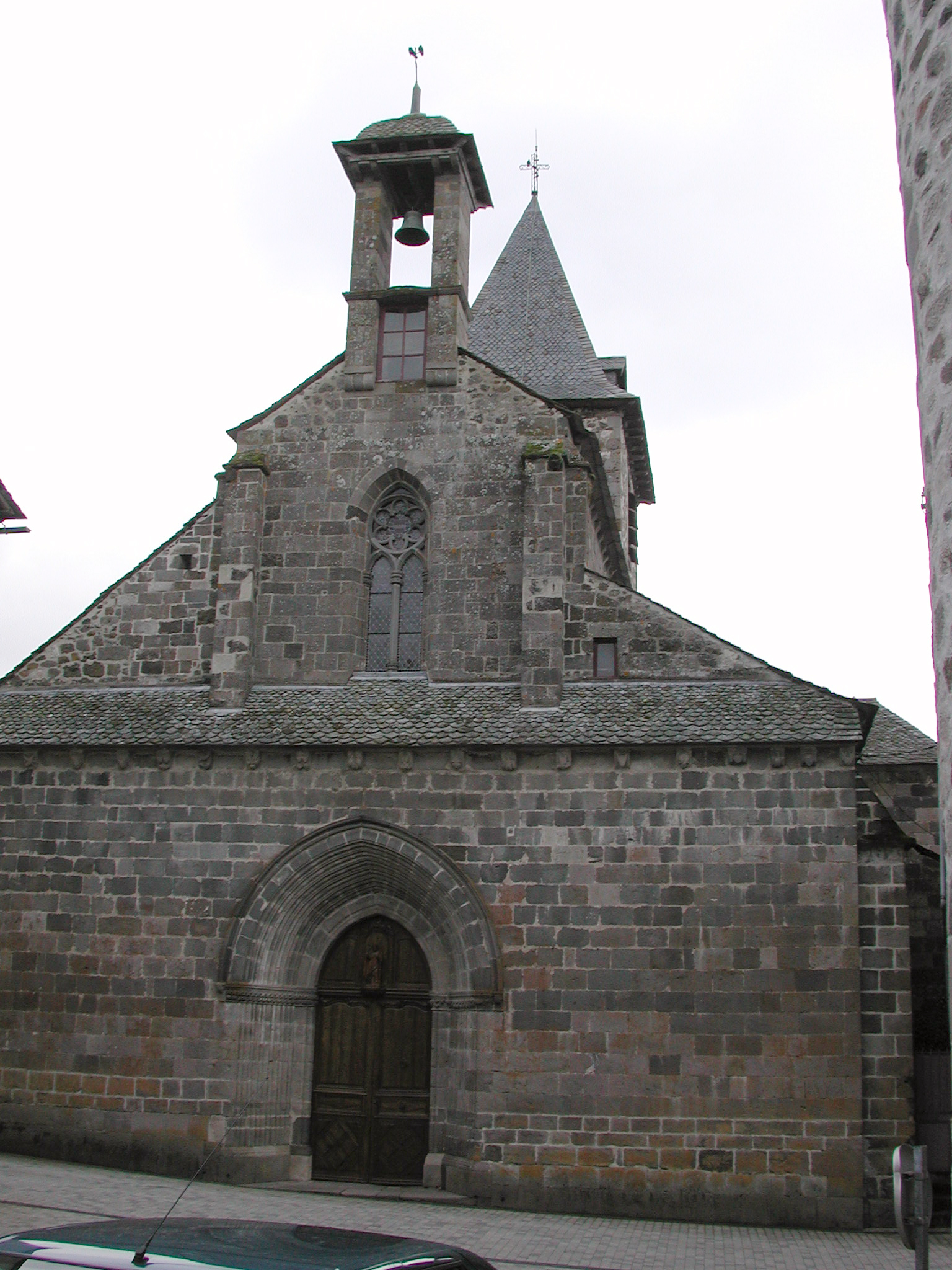